# Sebastes aurora
Sebastes aurora är en fiskart som först beskrevs av Gilbert, 1890.  Sebastes aurora ingår i släktet Sebastes och familjen kungsfiskar. Inga underarter finns listade i Catalogue of Life.